# Jan Kniezek
Jan Kniezek [jan knězek] (12. dubna 1937 - 2014) byl český fotbalista, obránce.

## Fotbalová kariéra
Začínal v ŽD Bohumín, na vojně hrál za Duklu Praha a Duklu Tábor. V československé lize hrál za Baník Ostrava. Nastoupil ve 190 ligových utkáních a dal 2 góly. V Poháru UEFA nastoupil ve 2 utkáních.

## Ligová bilance
| Ročník                                   | Zápasy | Góly | Klub          |
| ---------------------------------------- | ------ | ---- | ------------- |
| 1. československá fotbalová liga 1959/60 | -      | 0    | Baník Ostrava |
| 1. československá fotbalová liga 1960/61 | -      | 0    | Baník Ostrava |
| 1. československá fotbalová liga 1961/62 | -      | 2    | Baník Ostrava |
| 1. československá fotbalová liga 1962/63 | -      | 0    | Baník Ostrava |
| 1. československá fotbalová liga 1963/64 | 25     | 0    | Baník Ostrava |
| 1. československá fotbalová liga 1964/65 | -      | 0    | Baník Ostrava |
| 1. československá fotbalová liga 1965/66 | -      | 0    | Baník Ostrava |
| 1. československá fotbalová liga 1967/68 | 11     | 0    | Baník Ostrava |
| 1. československá fotbalová liga 1968/69 | 23     | 0    | Baník Ostrava |
| 1. československá fotbalová liga 1969/70 | 14     | 0    | Baník Ostrava |
| CELKEM                                   | 190    | 2    |               |